# 黑色铁锤党
黑色铁锤党，前身为黑色铁锤组织，俗称黑锤，是一个激进非裔美国人政治组织，主张黑人分离主义、保守主义和政治暴力。该组织于2019年由非洲人民社会党前成员在佐治亚州亚特兰大成立，而后经历了从极左到极右的转变。该组织在2020年代初因在弗洛伊德示威和2020-2023年美国种族动乱中尝试在落基山脉建立名为“铁锤城”的住宅区而一举成名。   
《亚特兰大日报-宪法报》将其描述为“黑人民族主义言论、革命传播与反疫苗精神、选举阴谋等热点问题的混合体”，其前领导人和成员在内的评论者称其为邪教。  据报道称该组织在无家可归者和LGBT人群中招募成员。  

## 历史

### 早期历史和意识形态
该组织于2019年由“少数具有激进黑人共产主义组织背景的活动家”在亚特兰大成立，当时名为“黑色铁锤组织”。至2020年，在弗洛伊德之死以及随之而来的全美示威活动后会员人数大幅增加，目前已在全美范围内累积“数百”会员和分会。该组织号召发起黑人和美洲原住民领导的革命、得到他们独立的家园，以及要求白人“殖民者”赔偿。  《野兽日报》将该组织的言论称为既反白人又反犹太。 
最终创始成员加兹·科佐（原名小奥古斯都·科尼利厄斯·罗曼）升任领导者，据另一位叛逃的创始成员称，这导致组织“由解放的载具变为虐待和毒害的载具” 。其他前成员指责科佐“让党员在血汗工厂中过劳”、“[操纵]成员与生活伴侣或配偶分手。”再后来的指控称，科佐已经渗入黑色铁锤党，针对党员使强迫劳动。 
科佐因社交媒体上的争议才为人知晓。 2021年1月24日，他发布了一段化着小丑妆容的视频，当中称大屠杀受害者安妮·弗兰克为“白色恶魔”、“殖民者”、“寄生虫”和“凯伦”，并声称要烧了她的日记取暖。   据前进报报道，该组织成员人数在2021年8月上旬由于“新非洲黑豹党的凯文·拉希德·约翰逊指责该组织是想要在左翼运动中播下分裂种子的右翼卧底”而开始减少。 
科佐领导下的组织也反对接种COVID-19疫苗，于2021年9月15日在美国疾控中心亚特兰大总部外领导了一场“支持说唱歌手尼琪·米娜称不接种疫苗”的抗议活动。  同年12月，科佐又声称与极右翼组织骄傲男孩结盟，并与骄傲男孩创建者加文·麦金尼斯一起主持播客，在播客中说他们正组建一个“打倒恶心恋童癖与福利经济魔主党[原文demoncrats]和他们的操偶师大型制药公司的联盟。”  
2021年，科佐开始与黑命贵保持距离。他称为“因我对恋童癖的立场以及现在我开始多读圣经”。 此后组织一直支持最高法院翻案罗诉韦德案及支持俄罗斯入侵乌克兰。 

### 尝试建立铁锤城
2021年5月3日，该组织宣布他们在筹集了超过60,000美元的捐款（最终达到 112,000 美元）后，“解放”了科罗拉多州某处200英亩的土地（后透露是圣米格尔县的比弗派恩）。他们将其命名为“铁锤城”，并在Facebook上称这里的土壤“肥沃”、“被殖民的人民需要自有的土地、自有的空间、自有的生产方式......”。  
5月14日，超过签署土地收购文件期限。 5月17日，有报道称团体成员仍持枪着装占守土地，在与一名当地男子进行短暂武装对峙后，该团体被圣米格尔县警方代表护送离开房产。当日晚间，圣米格尔县治安官检查该房产时，在发现排水沟上的一座未完工的人行桥、一个布满弹孔的房地产标志、以及许多散落在路上的4英寸螺钉。  

### 费耶特维尔警方突袭
2022年7月19日，佐治亚州费耶特维尔的警察接到匿名电话称其被违背意愿关押在黑色铁锤党的租房中。一支特警队派往搜查房屋，房屋中共发现十人，九人自愿走出，一名识别为阿蒙特·T.· 阿蒙斯的18岁男子自毙头部身亡。  对峙维持数小时，周围社区收到就地避难命令。 
加兹·科佐被逮捕并被指控犯有严重鸡奸、共同密谋、非法拘禁、绑架、严重伤害以及街头帮派活动；科佐的同伙，一名叫做泽维尔·H.·拉欣的男性被逮捕并被指控犯有绑架、伤害和非法拘禁。  目前黑锤党正接受联邦调查局和地方政府的联合调查。据当地一名街头帮派调查员称，该组织在事件发生前几个月一直受到警方的监视。   

### 据称受到俄罗斯影响
2022年7月29日，美国司法部公开了据称涉及与美国政治组织合作的俄罗斯影响行动的信息。当中未直接道出这些组织名称，然而据多方媒体报道，根据公示信息，黑锤党（据称为公布文件中的“美国政治团体2”）在参与活动的团体之列。   
依据以上报道，黑锤党从与俄罗斯政府有联系的俄罗斯公民亚历山大·维克托罗维奇·约诺夫处获得资金。这笔钱本用于资助黑锤党对Facebook母公司Meta平台总部的抗议活动，原因是后者对支持俄罗斯入侵乌克兰的帖子进行审查。   
根据公示信息，涉事组织会通过约诺夫得到“代表俄罗斯联邦安全局的对它的指示或控制”。  